# Elaphropeza lancangensis
Elaphropeza lancangensis är en tvåvingeart som först beskrevs av Yang 1990.  Elaphropeza lancangensis ingår i släktet Elaphropeza och familjen puckeldansflugor. Inga underarter finns listade i Catalogue of Life.